# Szokány
Szokány (Săucani), település Romániában, a Partiumban, Bihar megyében.

## Fekvése
Belényestől északnyugatra, a Király-erdő alatt, Robogány és Biharpoklos közt fekvő település.

## Története
Szokány nevét 1580-ban Zeokefalva néven említette először oklevél.
1587-ben Zeökefalva, 1692-ben Szükefalua, 1808-ban Szokány néven írták.
Az 1800-as évek elején a görögkatolikus püspök volt a birtokosa, de a Beőthy családnak is volt itt birtoka.
1851-ben Fényes Elek írta a településről:
Szókány, vagy Szőkefalva, 437 óhitü lakossal, anyatemplommal. Földesura a váradi görög püspök.
1910-ben 649 lakosából 6 magyar, 637 román volt. Ebből 7 görögkatolikus, 636 görögkeleti ortodox volt.
A trianoni békeszerződés előtt Bihar vármegye Belényesi járásához tartozott.

## Nevezetességek
- Görögkatolikus temploma - 1830-ban épült.